# Scopula cineraria
Scopula cineraria là một loài bướm đêm trong họ Geometridae.